# Turner Network Television

Ancien logo de la chaine

Pour les articles homonymes, voir TNT.
Turner Network Television ou TNT, est une chaîne de télévision américaine spécialisée lancée le 3 octobre 1988, propriété du groupe Turner Broadcasting System lancée par satellite en canal partagé avec la chaîne Cartoon Network du même groupe.

## Histoire
Créée par le magnat des médias Ted Turner, elle a commencé à émettre le 3 octobre 1988 avec le film préféré de celui-ci, Autant en emporte le vent.
Chaque année à Noël, la chaîne réalise un « Marathon » en diffusant douze fois en 24 heures le film A Christmas Story.
En 2022, WarnerMedia et AT&T ont fusionné avec Discovery Inc. pour former Warner Bros. Discovery. Il est confirmé que TNT et TBS ne produiront plus de séries télévisées originales.

## Canada
La chaîne n'est pas autorisée à être distribuée au Canada, bien que certaines séries originales de TNT se retrouvent sur les différentes chaînes canadiennes.

## Programmation

### Séries originales
- The Librarians: The Next Chapter[1] (série dérivée de Flynn Carson et les Nouveaux Aventuriers, prévue pour 2025)[2]
- Debriefing the President (mini-série en 4 parties, prévue pour 2025)[3]

### Anciennes séries originales
- Agent X (en) (2015)
- L'Aliéniste (The Alienist) (2018–2020)
- Animal Kingdom (2016–2022)
- Babylon 5 (1997–1998)
- Bull (2000)
- Claws (2017–2022)
- The Closer : L.A. enquêtes prioritaires (The Closer) (2005–2012)
- 2267, ultime croisade (Crusade) (1999)
- Dallas (2012–2014)
- Dark Blue : Unité infiltrée (Dark Blue) (2009–2010)
- Falling Skies (2011–2015)
- Franklin and Bash (2011–2014)
- Good Behavior (en)[4] (2016–2018)[5]
- État d'alerte (The Grid) (2004)
- Hawthorne : Infirmière en chef (HawthoRNe) (2009–2011)
- Heartland (2007)
- I Am the Night (mini-série, 2019)
- Into the West (2005)
- King and Maxwell (2013)
- The Last Ship (2014–2018)
- The Lazarus Man (1996)
- Los Angeles Heat (L.A. Heat) (1999)
- Legends (2014–2015)
- Leverage (2008–2012)
- Flynn Carson et les Nouveaux Aventuriers (The Librarians) (2014–2018)
- Major Crimes (2012–2018)
- Memphis Beat (2010–2011)
- Men of a Certain Age (2009–2011)
- Mob City (2013)
- Monday Mornings (2013)
- First Murder / L'Enquête (Murder in the First) (2014–2016)
- Les Nouvelles Aventures de Robin des Bois (The New Adventures of Robin Hood) (1997–1999)
- Rêves et Cauchemars (Nightmares and Dreamscapes: From the Stories of Stephen King) (2006)
- Perception (2012–2015)
- Le Caméléon (The Pretender) (2001) (2 téléfilms)
- Proof (2015)
- Public Morals (en) (2015)
- Raising the Bar : Justice à Manhattan (Raising the Bar) (2008–2009)
- Rizzoli and Isles (2010–2016)
- Saved (2006)
- Saving Grace (2007–2010)
- Snowpiercer[6] (2020–2022)[7]
- Southland (2009 sur NBC, 2010-2013)
- Le Transporteur (Transporter The Series) (2014–2015)
- Trust Me (en) (2009)
- Wanted (2005)
- Will[8] (2017)[9]
- Witchblade (2001–2002)

### Sport
- NBA on TNT (en)
- NCAA March Madness (en)
- All Elite Wrestling

## Téléfilms
1. La Ferme des animaux (Animal Farm) (3 octobre 1999)
2. La Nuit des fantômes (A Christmas Carol) (5 décembre 1999)
3. The Virginian (9 janvier 2000)
4. Freedom Song (en) (18 février 2000)
5. Don Quichotte (Don Quixote) (9 avril 2000)
6. Impasse meurtrière (Deadlocked) (18 juin 2000)
7. Nuremberg (16 juillet 2000)
8. L'Homme traqué (Race Against Time) (23 juillet 2000)
9. Running Mates (13 août 2000)
10. Witchblade (27 août 2000)
11. Un intrus dans la famille (Baby) (8 octobre 2000)
12. David Copperfield (en) (10 décembre 2000)
13. Crossfire Trail (en) (21 janvier 2001)
14. Boss of Bosses (en) (3 juin 2001)
15. Les Brumes d'Avalon (The Mists of Avalon) (15-16 juillet 2001)
16. Il était une fois James Dean (James Dean) (4 août 2001)
17. Appelez-moi le Père Noël ! (Call Me Claus) (2 décembre 2001)
18. Monday Night Mayhem (en) (14 janvier 2002)
19. King of Texas (2 juin 2002)
20. Une question de courage (Door to Door) (14 juillet 2002)
21. The Big Time (20 octobre 2002)
22. Miss Lettie and Me (8 décembre 2002)
23. Second String (en) (18 décembre 2002)
24. Monte Walsh (en) (17 janvier 2003)
25. Une place au soleil (Framed) (13 avril 2003)
26. La cible oubliée (en) (Second Nature) (22 juin 2003)[10]
27. Jules César (Julius Caesar) (29-30 juin 2003)
28. Prince charmant (Prince Charming) (13 juillet 2003)
29. Un bateau de rêve (Wilder Days) (19 octobre 2003)
30. La Chute des héros (en) (Word of Honor) (6 décembre 2003)
31. L'Amour en vedette (The Goodbye Girl) (16 janvier 2004)
32. Bad Apple (16 février 2004)[11]
33. Un ticket pour le paradis (en) (The Winning Season) (4 avril 2004)[12]
34. Salem (Salem's Lot) (20-21 juin 2004)
35. Evel Knievel (30 juillet 2004)[13]
36. Le Bonnet de laine (The Wool Cap) (21 novembre 2004)
37. Les Aventures de Flynn Carson : Le Mystère de la lance sacrée (The Librarian: Quest for the Spear) (5 décembre 2004)
38. 14 Hours (en) (3 avril 2005)[14]
39. The Engagement Ring (28 novembre 2005)[15]
40. Avenger (en) (9 avril 2006)[16]
41. Half Light (25 juin 2006)
42. The Ron Clark Story (en) (13 août 2006)[17]
43. Les Aventures de Flynn Carson : Le Trésor du roi Salomon (The Librarian: Return to King Solomon's Mines) (3 décembre 2006)
44. Une merveilleuse journée (A Perfect Day) (18 décembre 2006)
45. The Company (5-12-19 août 2007)
46. Les Aventures de Flynn Carson : Le Secret de la coupe maudite (The Librarian: Curse of the Judas Chalice) (7 décembre 2008)
47. Des mains en or (Gifted Hands: The Ben Carson Story) (7 février 2009)
48. Innocent (en) (29 novembre 2011)[18]
49. Ricochet (30 novembre 2011)[18]
50. Sous surveillance (Hide) (6 décembre 2011)[18]
51. Silent Witness (7 décembre 2011)[18]
52. Le Visage d'un prédateur (Good Morning, Killer) (13 décembre 2011)
53. Trois jours avant Noël (Deck the Halls) (20 décembre 2011)
54. Meurtres à Charlotte (Hornet's Nest) (31 mars 2012)